# Teldok
Teldok, stiliserat som TELDOK, var en ideell och oberoende tankesmedja verksam åren 1980–2006, startad på initiativ av styrelsen i Telia (dåvarande Televerket).
Teldoks syfte var att initiera och finansiera insatser för dokumentation (i både tryck och elektroniska medier) av praktiska erfarenheter av IT-användning och dokumentation av tidig användning av teleanknutna informationssystem, i synnerhet IT-användning i arbetslivet. Teldoks verksamhet bestod av publicering och spridning (i förekommande fall översättning) av sådan dokumentation, samt studieresor och konferenser.
De verksamma åren 1980–2006 publicerade Teldok sammanlagt ungefär 300 skrifter, varav 156 numrerade rapporter.
Teldok hade ett djupt och omfattande samarbete med Verket för innovationssystem (Vinnova) sedan denna myndighet bildades år 2001, exempelvis i samband med programmen Telematik 2001, Telematik 2004 och Telematik 2006, samt olika rapporter om användning av informationssystem i sjukvården.
Teldoks verksamhet upphörde år 2006, som en direkt konsekvens av att Telia år 2002 upphörde med sin finansiering av verksamheten. Samtliga Teldok-rapporter från åren 1981–2006 är dock fortfarande (maj 2025) tillgängliga för (kostnadsfri) nerladdning på adressen http://www.teldok.net. Den tidigare adressen www.teldok.org gäller däremot inte längre - eftersom den blivit utsatt för kapning av något kommersiellt företag från Ukraina.

## Ledning
Följande personer har under i stort sett hela Teldoks verksamhet under åren 1980–2006 suttit i dess ledning:
- Bertil Thorngren, professor och institutionschef för Center for Information & Communications Research på Handelshögskolan i Stockholm, ledamot av Ingenjörsvetenskapsakademien
- Bengt-Arne Vedin, professor i innovationsteknik vid Mälardalens högskola, ledamot av Ingenjörsvetenskapsakademien
- Birgitta Frejhagen, f.d. ordförande för LO:s datautskott, f.d. vice VD på Folksam
- P.G. Holmlöv, docent i ekonomisk psykologi